# Diari de Tarragona
El Diari de Tarragona és un diari d'informació general en llengua castellana, amb alguns articles en català, publicat a Tarragona des de 1808 amb interrupcions al llarg dels anys per raons polítiques i econòmiques. El seu àmbit de distribució és el Camp de Tarragona i les Terres de l'Ebre.

## Història
Des de la seva creació l'any 1808, el Diari de Tarragona ha patit multitud de canvis i transformacions, sobretot donades pels canvis en la societat i en la política del país. Tant és la influència que durant un llarg període, la publicació del diari va restar pausada i no va ser fins anys després que es va restablir.
Després de l'etapa de la dictadura de Primo de Rivera, el diari es va publicar en català de manera ininterrompuda durant la Segona República i també durant gairebé tota la Guerra Civil espanyola (1936-1939), fins al 1938 que es va deixar de publicar per manca de paper.
Amb l'esclat de la guerra i l'alçament dels rebels, a Tarragona es forma el Comitè Antifeixista que requisa diversos serveis i edificis públics, així com empreses que són d'interès per als ciutadans. En el cas del Diari de Tarragona, serà la CNT l'encarregada d'encapçalar la direcció de la publicació. És Josep Alomà Sanabras el director, però, a diferència del diari Llibertat, controlat per Esquerra Republicana de Catalunya, deixarà lliure expressió als redactors que fins llavors havien estat treballant al diari.
A causa de la manca de paper, que en alguna ocasió van haver de fer servir draps i d'altres estris per seguir en marxa, el diari amb més tirada de la província cada cop conté menys pàgines i acaba deixant-se de fer a mitjans del 1938.
En arribar les tropes del general Franco, s'imposà la llei de l'idioma únic. Falange Española activà el diari des del primer dia de l'ocupació amb el nom de Diario Español de Falange Española Tradicionalista y de las JONS fins a l'any 1963. L'any 1964 fins a 1968 va ser Diario Español del Movimiento en Tarragona i a partir de 1968, Diario Español. Fins a 1977 va estar editat per Prensa y Radio del Movimiento.
Després de la mort de Francisco Franco, el 1975, s'inicia una transformació al diari fins a l'inici de la dècada dels noranta, quan finalment torna a anomenar-se Diari de Tarragona, nom que conserva en l'actualitat. Des de la Transició, el Diari de Tarragona ha anat augmentant progressivament les pàgines en català, tot i que avui dia encara es limita a seccions específiques de determinades comarques. Són els casos de les seccions fixes de Terres de l'Ebre, Baix Camp i Priorat, a més d'algunes columnes d'opinió i notícies de comarques determinades.
Des de la mort de l’editor Luis Sánchez-Friera, l’agost del 2023, l’organigrama del Diari està format per l’editora Olga Sánchez-Friera Climent, el Conseller delegat Santiago Batchilleria i el Conseller editorial Antoni Coll.

## Seccions
Actualment el diari disposa d'un total de tretze seccions, dividides segons dos criteris fonamentals. El primer dels criteris fa referència a l'àmbit territorial, ja que hi ha una secció per cada franja de la província de Tarragona. Així hi ha les seccions de Tarragona, Reus, Costa, Baix Penedès i Tarragonès nord, Alt Camp i Conca de Barberà i Terres de l'Ebre, en aquest mateix ordre d'aparició. A més, hi ha dues seccions fixes però de periodicitat setmanal. Són els casos de Baix Camp, que es publica únicament els dimarts de cada setmana i Priorat, publicat el divendres de cada setmana.
La segona divisió fa referència als diferents àmbits de la informació. En ordre d'aparició hi ha les seccions de «Economía», «Tribunales & Policía», «Vida social», «Deportes» i «Panorama», a més a més de la secció de «Extras y especiales», que apareixen quasi exclusivament durant l'estiu.

## Periodistes
Tots els redactors del Diari de Tarragona són periodistes a nivell professional, a excepció dels col·laboradors i redactors ocasionals. Per a cadascuna de les seccions hi ha un número determinat, tot i que variable, de periodistes que hi treballen diàriament. D'aquesta manera, actualment hi treballen un total de trenta periodistes.

## Col·laboradors
El Diari de Tarragona compta amb personalitats rellevants a la vida social tarragonina que participen activament en l'elaboració del diari. Redacten articles d'opinió de forma fixa i de periodicitat setmanal, normalment en les edicions dels caps de setmana del diari.
«La Plumilla», del conseller editorial Antoni Coll i Gilabert, és diàriament l’article de referència de la contraportada. Entre els articulistes i col·laboradors del Diari destaquen, entre d'altres, el periodista Lluís Amiguet, el periodista i musicòleg Antoni Batista, l’escriptor Jordi Cervera, l’exdirector del Diari Josep Ramon Correal, el presentador del Més324 Xavier Graset, la periodista Fàtima Llambrich, l’historiador Francesc Marco-Palau, el professor de la UAB Josep Maria Martí, l’enginyer Albert Mercadé, i el guionista Jaume Nolla.

## Aquí
L'Aquí va ser un diari gratuït impulsat per l'Editorial Baix Camp SL, depenent a la vegada del Diari de Tarragona, que va aparèixer l'1 de setembre de 2006 i que va publicar el seu darrer número el 27 de febrer de 2009. Va estar dirigit des dels seus inicis per J. Lluís González. Abastava les principals poblacions del Camp de Tarragona i la Costa Daurada i tenia la seva seu al Carrer Llovera núm 36 de Reus.
Les raons de la desaparició del diari apunten a la falta de publicitat, motivada en part per la seva estratègia comercial. En els dos anys i mig d'existència, alguns dels responsables del departament comercial van decidir deixar el diari per desacords amb l'estratègia marcada des de la direcció. Es va donar el cas en què certs números del Diari van sortir al carrer sense publicitat contractada, únicament amb promocions del mateix diari.
Un altre aspecte en contra de la continuïtat del diari va ser la crisi econòmica, que està afectant especialment al sector publicitari.

## Localització
Premsa Digitalitzada Biblioteca Hemeroteca Municipal de Tarragona